# British Film Institute

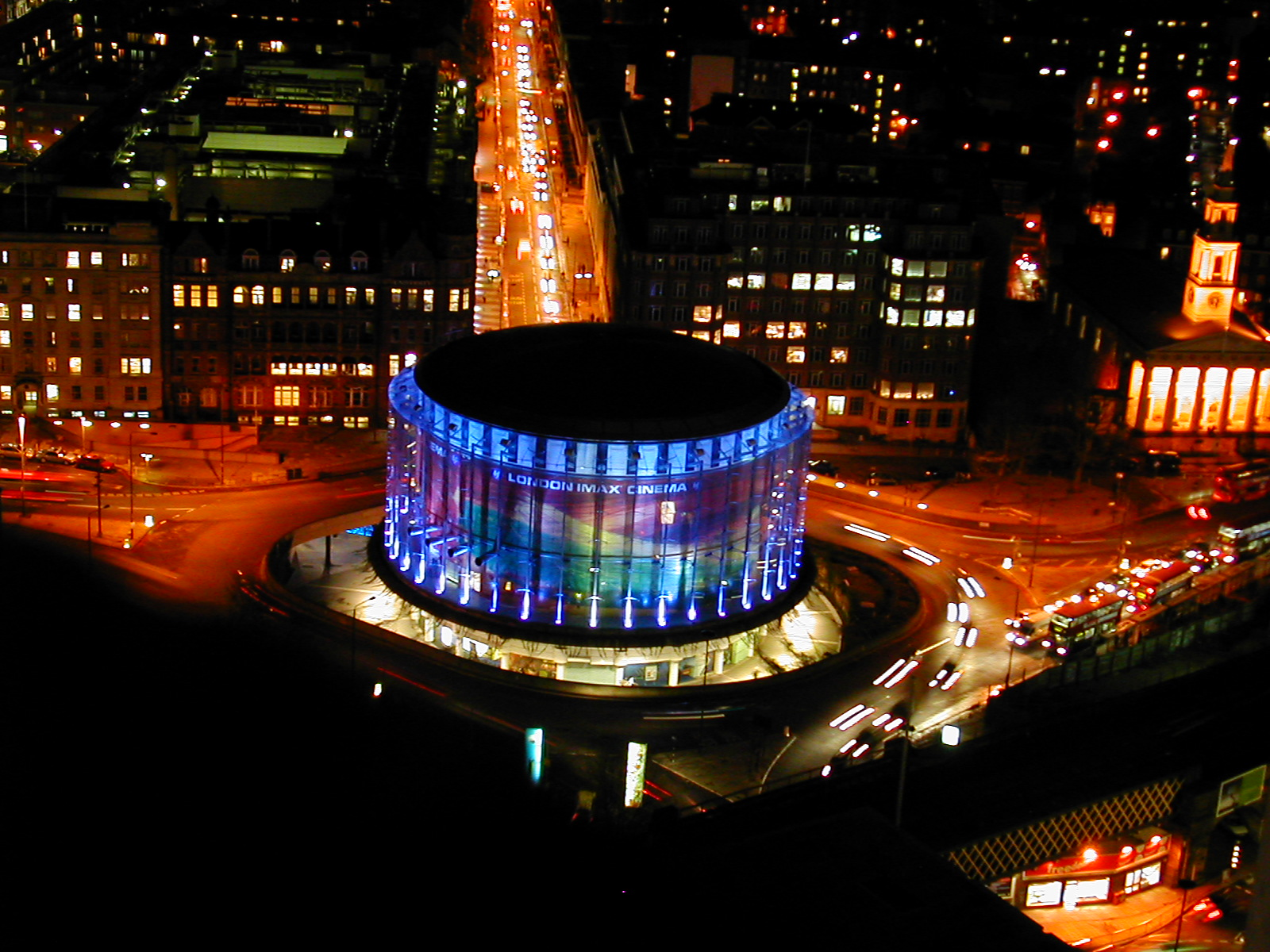
Imax de Londres del BFI.

El British Film Institute (BFI) (español: Instituto de Cine Británico) es una organización sin fines de lucro, establecida por Decreto Real para:

Alentar el desarrollo de las artes del cine, la televisión y la imagen en movimiento en todo el Reino Unido, promover su uso como registro de la vida y costumbres contemporáneas, promover la educación sobre el cine, la televisión y la imagen en movimiento en general, y su impacto en la sociedad; promover el acceso y la apreciación del más amplio rango de cine británico y mundial, y establecer, cuidar y desarrollar colecciones que reflejen la historia y el patrimonio de la imagen en movimiento del Reino Unido.

## Historia
El BFI fue fundado en 1933. A pesar de su fundación resultado de una recomendación en una reporte sobre el Cine en la vida nacional, en ese tiempo el instituto era una compañía privada, aunque ha recibido dinero público a lo largo de su historia, como ser del Consejo Privado y de Tesorería desde 1965 y los varios departamentos de cultura desde entonces. 
EL instituto fue reestructurado siguiendo el Reporte Radcliffe de 1948, el cual recomendó que debería concentrarse en desarrollar la apreciación del arte fílmica, en lugar de crear cine él mismo. Por ende el control de la producción de cine educacional pasó al Comité Nacional para la Asistencia Visual en Educación y la Academia Británica de Cine asumió el control para promover la producción. De 1952 a 2000, el BFI proveyó de fondos a cineastas nuevos y experimentales vía la Junta de Producción del BFI.
El instituto recibió un Decreto Real en 1983. Este fue actualizado en 2000, mismo año en que el recientemente establecido Consejo de Cine del RU asumió la responsabilidad de proveer la subvención anual del BFI (un subsidio del gobierno). Como organización caritativa independiente, el BFI es regulado por la Comisión de Caridad y el Consejo Privado.
En 1988 el BFI abrió el London Museum of the Moving Image (MOMI)— Museo de Londres de la Imagen en Movimiento— en la Ribera Sur. MOMI fue aclamado internacionalmente y colocó nuevos estándares para la educación a través del entretenimiento, pero subsecuentemente no recibió los altos niveles de inversión continuada que podrían haberle permitido mantenerse a la altura de los avances tecnológicos y las cada vez mayores expectativas de la audiencia. El Museo fue "temporalmente" cerrado en 1999, cuando el BFI dijo que sería reubicado. Esto no sucedió, y la clausura del MOMI se hizo permanente en 2002 cuando se decidió reurbanizar el área de la Ribera Sur. 

### Hoy en día
El BFI es actualmente administrado sobre las bases del día a día por su directora, Amanda Nevill. La suprema autoridad de la toma de decisiones descansa sobre el presidente una junta de hasta gobernadores. La presidencia actual la ostenta Josh Berger, quien asumió funciones en 2016 sucediendo a Greg Dyke, quien desempeñó el cargo desde 2008 hasta 2016. El presidente de la junta es designado por el Secretario de Estado para la Cultura, Medios de Comunicación y Deporte, quien recibe recomendaciones del Consejo de Cine del RU. Otros miembros de la junta son co-optados por miembros de la junta existente cuando es requerido. Estos nombramientos son tema de ratificación por el Consejo de Cine del RU. 
El BFI funciona con tres fuentes de ingresos. El más grande es dinero público asignado a través del Consejo de Cine del RU, de fondos dados para ello por el Departamento de Cultura, Medios de Comunicación y Deporte. El 2007, esta financiación ascendía aproximadamente a £16m. La segunda fuente es su actividad comercial, producto de las ventas de ticket en el BFI Southbank o el BFI London Imax (2007, £5m), ventas de DVD, etc. En tercer lugar se encuentran las subvenciones y el patrocinio con alrededor de £5m obtenidos de varias fuentes, incluyendo Lotería Nacional financiando becas, patrocinadoras y a través de donaciones (J. Paul Getty, Jr. donó alrededor de £1m en el testamento tras su muerte en 2003).   
El BFI también dedica una gran cantidad de su tiempo a la preservación y estudio de la programación de la televisión británica y su historia. En 2000, publicó una lista de alto perfil de los 100 Mejores Programas de Televisión Británicos, votado por una gama de figuras de la industria.    
El gran atrasado re-desarrollo del Teatro Nacional del Cine finalmente tuvo lugar en 2007, creando en el renombrado "BFI Southbank" nuevos espacios de educación, una galería, y una mediateca pionera, la cual por primera vez permitió que el público obtuviera acceso, libre de precio, para algunos de los tesoros de otro modo inaccesibles en el Archivo Nacional de Cine y Televisión. La mediateca ha demostrado ser el más exitoso elemento de este re-desarrollo, y hay planes para estirar una de sus cadenas a través del Reino Unido.      
Un anuncio de una inversión con un capital de £25 millones en el Archivo Nacional de Estrategia fue hecho por el Secretario de Cultura, Medios de Comunicación y Deporte a la entrada de la noche del Festival de Cine de Londres de 2007. Se espera que la mayor parte de este dinero pague por el largo atraso en el desarrollo de los centros del Archivo Nacional del BFI en Hertfordshire y en otras partes. El BFI ha concedido fondos para la creación de un Centro Nacional de Cine.

## Actividades del BFI

### Cinema

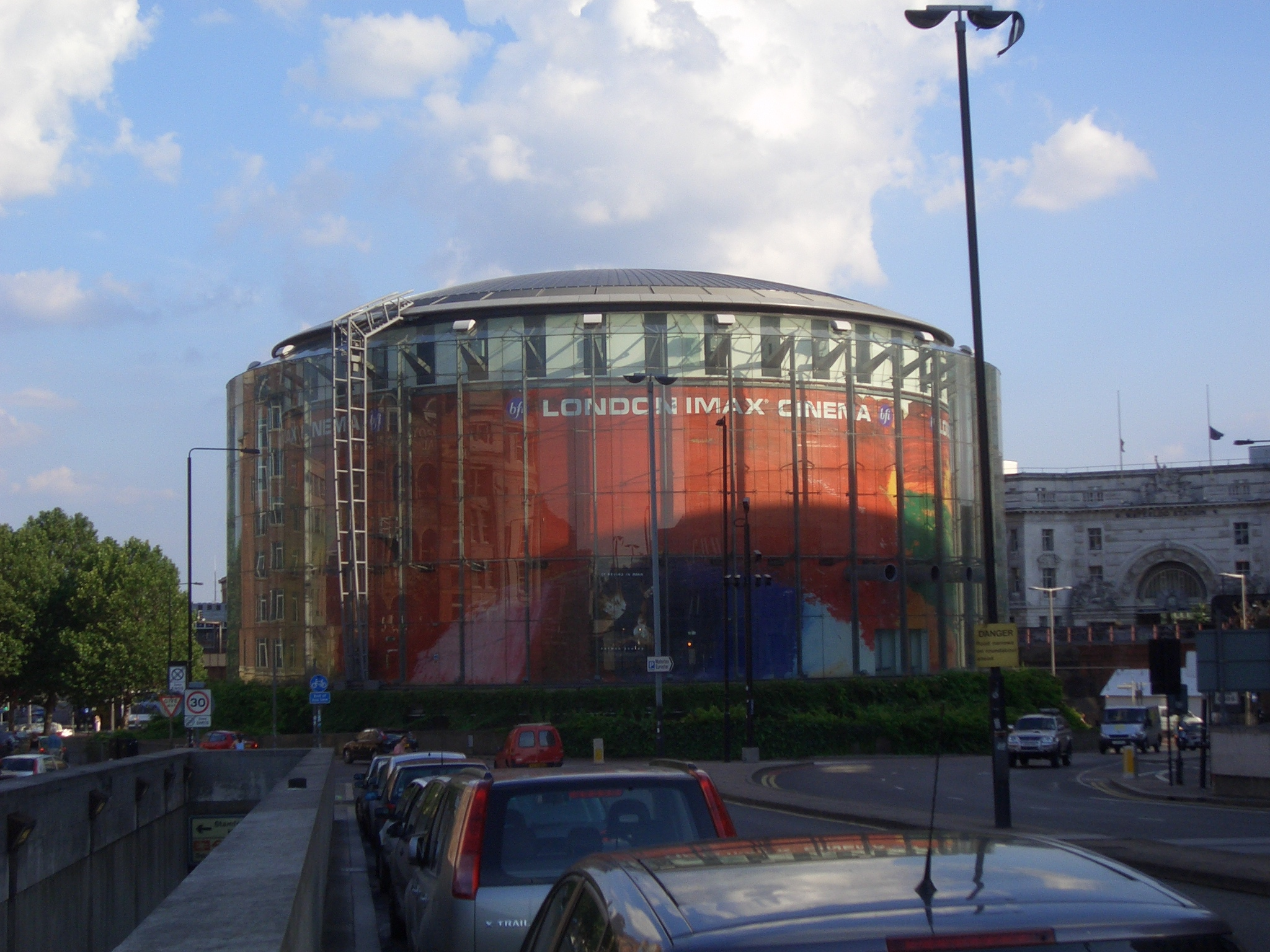
Cine Imax de Londres.

El BFI maneja el BFI Southbank (formalmente: el Teatro Nacional de Cine) el principal cine de repertorio del Reino Unido, así como el cine BFI IMAX, ambos localizados en la ribera sur del Río Támesis, en Londres. El BFI IMAX tiene la pantalla IMAX más grande del Reino Unido, donde muestra recientes estrenos populares y cortometrajes, haciendo gala de su tecnología, la cual incluye proyecciones en 3D y sonido surround digital. El BFI Southbank muestra película de alrededor de todo el mundo, particularmente aquellas que han sido críticamente aclamadas y filmes especializados que de otra forma no podrían ser mostradas. El BFI también distribuye cine cultural e histórico a otros más de 800 lugares dentro del Reino Unido, así como a un número significativo de lugares en el extranjero.

### Festivales
El BFI celebra anualmente el Festival de cine de Londres junto con el Festival de Cine LGBT de Londres y el Festival de Cine del Futuro, orientado a los jóvenes.

### Educación
El BFI ofrece un rango de iniciativas educativas, en particular para apoyar la enseñanza del cine y de los medios de comunicación en las escuelas. A finales de 2012, el BFI recibió dinero del Departamento de Educación para crear la Cadena de la Academia de Cine del BFI.

### Archivo
El BFI mantiene el mayor archivo cinematográfico  del mundo, el Archivo Nacional del BFI, anteriormente llamado la Biblioteca Nacional del BFI (1935-1955), Archivo Nacional de Cine (1955-1992) y Archivo Nacional de Cine y Televisión (1993-2006). El Archivo contiene más de 50,000 películas de ficción, cerca de 100,000 de no ficción y alrededor de 625,000 programas de televisión. La mayoría de la colección consiste en material británico pero también ofrece conjuntos internacionalmente significativos de todo el mundo. El Archivo también colecciona películas que presentan a los actores británicos clave y el trabajo de los directores británicos.

### Otras actividades
El BFI publica la revista mensual de cine Sight and Sound así como también películas en DVD, Blu-ray y libros. Maneja la Biblioteca Nacional del BFI, una biblioteca de referencia, y mantiene la Base de Datos de Cine y TV y el SIFT (Summary of Information on Film and Television, Sumario de información sobre Cine y Televisión), la cual contiene créditos, sinopsis y otros datos sobre el cine mundial y las producciones televisivas. El SIFT tiene una colección de alrededor de 7 millones de películas y fotogramas de TV.  
El BFI ha coproducido un número de series de televisión mostrando secuencias filmadas del Archivo Nacional del BFI, en asociación con la BBC, incluyendo: The Lost World of Mitchell & Kenyon, The Lost World of Friese-Greene y The Lost World of Tibet.

## Presidentes de la Junta de Gobernadores del BFI
1. George Sutherland-Leveson-Gower, Quinto Duque de Suecia (1933-1936)
2. Sir Charles Cleland (1936-1937)
3. Sir George Clerk (1938-1939)
4. William Brass, 1st Baron Chattisham (1939-1945)
5. Patrick Gordon Walker (1946-1948)
6. Cecil Harmsworth King (1948-1952)
7. S. C. Roberts (1952-1956)
8. Sylvester Gates (1956-1964)
9. Sir William Coldstream (1964-1971)
10. Sir Denis Forman (1971-1973)
11. Lord Lloyd of Hampstead (1973-1976)
12. John Freeman (1976-1977)
13. Enid Wistrich (Acting) (1977-1978)
14. Sir Basil Engholm (1978-1981)
15. Lord Richard Attenborough (1982-1992)
16. Jeremy Thomas (1993-1997)
17. Sir Alan Parker (1998-1999)
18. Joan Bakewell (1999-2002)
19. Anthony Minghella (2003-2007)
20. Roger Laughton (Acting) (2008)
21. Greg Dyke (2008-2016)
22. Josh Berger (2016-)[7]

## Directores del BFI
1. J. W. Brown (1933-1936)
2. Oliver Bell (1936-1949)
3. Denis Forman (1949-1955)
4. James Quinn (1955-1964)
5. Stanley Reed (1964-1972)
6. Keith Lucas (1972-1978)
7. Anthony Smith (1979-1987)
8. Wilf Stevenson (1988-1997)
9. John Woodward (1997-1998)
10. Jon Teckman (1998-2002)
11. Adrian Wootton (interina) (2002-2003)
12. Amanda Nevill (2003-)